# پیشینه باشگاه فوتبال استقلال تهران (۱۳۸۰–۱۳۵۷)

استقلال ۱۲ سال بعد از تغییر نام و مالکیتش در فصل ۷۱–۱۳۷۰ موفق به کسب دومین قهرمانی‌اش در آسیا شد.

پیشینه باشگاه فوتبال استقلال تهران (۱۳۸۰–۱۳۵۷) دومین دورهٔ تاریخ باشگاه استقلال و از فاصلهٔ سال‌های ۱۳۵۷ تا پایان آخرین دورهٔ جام آزادگان در ۱۳۸۰ است. استقلال در این سال‌ها دوران پر فراز و نشیبی را پشت سر گذاشت و در فاصله ۲ فصل قهرمانی در جام باشگاه‌های آسیا در فصل ۷۱–۱۳۷۰ تا حضور در دسته ۳ جام آزادگان در فصل ۱۳۷۲ را تجربه کرد. در کنار قهرمانی در آسیا استقلال در این دوره موفق به کسب عنوان‌های دیگری همچون ۳ عنوان قهرمانی در لیگ ایران، ۲ قهرمانی در جام حذفی و ۳ قهرمانی در جام باشگاه‌های تهران شد.
پس از انقلاب ۱۳۵۷ و دگرگونی‌هایی که در ابعاد اجتماعی و فرهنگی پدید آمد، ورزش و فوتبال نیز تحولات گسترده‌ای را شاهد بود. باشگاه تاج که پیش از انقلاب دارای امکانات و زیرساخت‌های بسیاری در تهران و دیگر نقاط کشور بود، به یک‌باره تمامی امکانات خود را از دست داد و در برهه‌ای ادامهٔ حیات تیم فوتبال باشگاه نیز به مخاطره افتاد. در این میان تلاش چند تن از بازیکنان قدیمی باشگاه و رایزنی‌هایی که با مقام‌های دولت موقت داشتند، موجب شد تا اساس باشگاه از گزند فروپاشی دور بماند و بستری برای ادامهٔ کار باشگاه با نام استقلال فراهم شود. به این ترتیب با تلاش‌های بازیکنان پیشین استقلال این تیم با نام نوینش در مسابقات داخلی و بین‌المللی حاضر شد.
منصور پورحیدری پیش‌آهنگ ورزشکارانی بود که برای برون‌رفت باشگاه از شرایط دشوار پیش‌آمده تلاش می‌کردند. حضور و نقش منصور پورحیدری در این دوران برای استقلال بسیار پر رنگ بود و اگر چه دوران سرمربی‌گری پورحیدری در این سال‌ها متوالی نبوده‌است و گهگاه مربیان دیگری نیز هدایت استقلال را بر عهده داشته‌اند، با این حال نقش او در بقا و ادامهٔ فعالیت باشگاه استقلال بیش‌تر از دیگران بوده‌است.
در پی پیروزی انقلاب مسابقات سراسری فوتبال ایران که با نام جام تخت جمشید برگزار می‌شد از دستور کار مدیران فوتبال ایران کنار رفت و در فاصله سال‌های ۱۳۵۸ تا ۱۳۶۸ مسابقات لیگ سراسری در ایران برگزار نشد و استقلال به همراه دیگر تیم‌های تهران در مسابقات استانی جام باشگاه‌های تهران و جام حذفی تهران شرکت کرد. استقلال در این دوران و بر خلاف دوران پیشین حضورش در فوتبال ایران تغییرات فراوانی به خود دید و بارها مربیان و مدیران استقلال عوض شدند و این تغییرات گاهی تنها به فاصله چند روز بود و تیم استقلال هیچگاه در سیستم مربیان و مدیرانش آرامش دهه‌های پیشین را نداشت. با این وجود استقلال توانست در ۳ فصل عنوان قهرمانی جام باشگاه‌های تهران را از آن خود کند. با آغاز فصل ۶۹–۱۳۶۸ مسابقات سراسری مجدداً با شکل و نامی دیگر، جام قدس، برگزار شد و بدین ترتیب استقلال بار دیگر به مسابقات سراسری ایران بازگشت و با قهرمانی در نخستین دوره این مسابقات توانست به عنوان نماینده ایران راهی مسابقات جام باشگاه‌های آسیا ۹۱–۱۹۹۰ شد و با کسب قهرمانی در این مسابقات علاوه بر دومین قهرمانی بین‌المللی برای خود باشگاه دومین قهرمانی بین‌المللی باشگاه‌های ایرانی را نیز به دست آورد.
با آغاز دهه ۱۳۷۰ مسابقات باشگاهی فوتبال ایران با نام جام آزادگان برگزار شد و استقلال در این مسابقات حاضر شد و با وجود فراز و نشیب‌های فراوان که حتی تا باعث حضور این تیم در دسته پایین‌تر فوتبال ایران نیز شد، توانست دو بار قهرمان این مسابقات شود. در این دهه استقلال دو مرتبه نیز توانست جام حذفی ایران را از آن خود کند.

## ۱۳۵۷ تا ۱۳۵۸

### اشغال سازمان تاج

دفتر مرکزی سازمان تاج در ۲۲ بهمن ۱۳۵۷ اشغال شد و بسیاری از اموال و دارایی‌های تاج، از جمله جام‌های قهرمانی تیم‌های تاج به غارت رفت.

پس از پیروزی انقلاب ۱۳۵۷ در ایران، سازمان ورزشی و فرهنگی تاج از نخستین مکان‌هایی بود که توسط کمیتهٔ انقلاب تسخیر شد. بنا به گفتهٔ منابع انقلابی، در شب یک‌شنبه ۲۲ بهمن پس از تصرف پادگان باغ شاه، انقلابیون با اسلحه و مهماتی که به دست آورده بودند، به سوی کاخ مرکزی باشگاه تاج راه افتادند. نگهبانان باشگاه پس از گفت‌وگو خود را تسلیم کردند و کاخ تاج به تصرف درآمد. گردانندگان باشگاه هنگام بیرون آمدن از کاخ خواستند مقداری از اشیاء باشگاه را با خود بردارند اما اعضای کمیتهٔ انقلاب ممانعت کردند. پرویز شیخان، مدیر باشگاه تاج، در این روزها دو بار با مهاجمین تماس گرفت و به آن‌ها گفت اگر به غذا یا چیز دیگری نیاز دارند، باشگاه برای آن‌ها تأمین کند. اما آن‌ها به او گفتند ما به کمک امپریالیسم نیازی نداریم. انقلابیون از ساختمان مرکزی باشگاه تاج به عنوان زندان و ستاد عملیات کمیته استفاده کردند.
جلالی، مدیر داخلی ساختمان مرکزی باشگاه که پیش از انقلاب به این سمت گمارده شده بود، تا چند ماه پس از انقلاب نیز به کار خود ادامه داد. دربارهٔ هویت افرادی که طی چند ماه باشگاه را به اشغال درآورده بودند، از فردی به نام میرزایی نیز نام برده شده‌است. برخی منابع از این ماجرا به عنوان تسخیر دوم باشگاه یاد کرده‌اند. علی جباری اسطوره و کاپیتان تیم فوتبال تاج که پیش از انقلاب از فوتبال خداحافظی کرده بود، در یادآوری آن روزها گفته‌است که میرزایی با دار و دسته‌اش وارد موزهٔ باشگاه شدند و همه جام‌ها و نشان‌هایی را که آن‌جا بود، با خود بردند. جباری پس از اطلاع از این موضوع به سوی ساختمان باشگاه رفت اما افراد مسلحی روی دیوار نشسته بودند و نمی‌گذاشتند کسی به ساختمان نزدیک شود.
پس از تصرف ساختمان مرکزی تاج، دیگر اماکن متعلق به باشگاه نیز به تدریج از دست گردانندگان باشگاه خارج شد. مکان‌های ورزشی در اختیار سازمان تربیت بدنی قرار گرفت و اماکن اداری یا خدماتی دیگر همچون فروشگاه ورزشی باشگاه به ارگان‌هایی مانند سازمان تبلیغات اسلامی واگذار گردید. روز ۲۸ بهمن ۱۳۵۷، کاخ باشگاه تاج و دیگر اماکن متعلق به آن در تهران و شهرهای دیگر مصادره و ملی اعلام شد.

### دگرگونی نام باشگاه

تیم استقلال در جام شهید اسپندی، نخستین حضور این تیم با نام نوینش در مسابقات فوتبال ایران.

با وجود اشغال ساختمان مرکزی و سرقت اموال و نشان‌های باشگاه، ورزشکاران و پیشکسوتان این مجموعه تلاش داشتند تا مانع از فروپاشی باشگاه شوند. منصور پورحیدری، علی جباری و عنایت آتشی، بازیکن تیم بسکتبال مردان تاج و مربی تیم بسکتبال زنان تاج، در این کار پیش‌گام بودند. حسین فکری که در دوره‌ای کوتاه در ابتدای انقلاب سرپرست سازمان تربیت بدنی شده بود، به دلیل اختلافاتی که از پیش از انقلاب با مجموعهٔ تاج داشت، روی تعطیلی باشگاه پافشاری می‌کرد. با روی کار آمدن حسین شاه‌حسینی به عنوان رئیس سازمان تربیت بدنی در دولت موقت بازرگان، ورزش کشور پس از چند مدتی بی‌سامانی متولی پیدا کرد. بزرگان تاج پیش شاه‌حسینی رفتند و خواستار ادامهٔ کار باشگاه شدند. تاج تا فروردین ۱۳۵۸ با همین نام باقی‌مانده بود. در این زمان بازیکنان پیشین باشگاه به هم پیوستند تا در جام شهید اسپندی، نخستین مسابقات فوتبال پس از انقلاب، شرکت کنند. در آن‌جا برگزارکنندگان مسابقات از حضور این تیم با نام تاج جلوگیری کردند و اعلام کردند که تاج یک مجموعهٔ ورزشی مانند امجدیه است و به عنوان یک تیم ورزشی در مسابقات پذیرفته نمی‌شود.
روشن بود که با دگرگونی‌های اجتماعی و سیاسی در ایران پس از انقلاب، باشگاه نمی‌توانست با نام گذشته‌اش فعالیت کند؛ بنابراین بزرگان باشگاه گردهم آمدند و مشورت کردند تا برای حفظ باشگاه، نام تازه‌ای برای تیم انتخاب کنند. بر اساس منابع موجود، از میان بازیکنان قدیمی باشگاه، عباس کردنوری، جلالی و منصور پورحیدری بیشترین نقش را در این ماجرا داشته‌اند. در مورد این‌که نام «استقلال» پیشنهاد چه کسی بوده‌است روایت‌های گوناگونی وجود دارد. در یک روایت گفته می‌شود که عنایت آتشی که رابطهٔ نزدیکی با رئیس وقت سازمان تربیت بدنی داشت چند نام از میان واژه‌های اشعار انقلابی همچون آزادی، استقلال و… را برای جایگزینی نام تاج پیشنهاد می‌دهد که سرانجام «استقلال» انتخاب می‌شود.
با انتخاب نام «استقلال»، مجوز حضور باشگاه در مسابقات پس از انقلاب صادر شد و این تیم توانست به حیات خود ادامه دهد. هر چند که ورزشگاه‌ها، زیرساخت‌ها و دیگر امکانات باشگاه مصادره گردید: در ۳ اردیبهشت ۱۳۵۸ اعلام شد باشگاه‌های تاج در شهرستان‌ها زیر نظر تربیت بدنی همان شهرستان اداره خواهند شد. برای باشگاه‌های تهران در تهران نیز متولیانی معرفی شدند: باشگاه پله پرویز درجزی، باشگاه افسر پرویز ابوطالب، کلوب تنیس محمد وجدانی و کلوب بانوان نینا زرگرصالح. سازمان مرکزی تاج نیز زیر نظر عنایت آتشی قرار گرفت. دو هفته‌نامه تاج ورزشی، ارگان مطبوعاتی سازمان فرهنگی و ورزشی تاج، نیز غیر ضروری تشخیص داده شد. کمیته فوتبال تاج که بر فعالیت تیم‌های فوتبال تاج نظارت داشت، منحل و با صدور رضایت‌نامه برای کلیه بازیکنان تیم تاج، اعلام شد در صورت تمایل می‌توانند به تیم‌های دیگر بروند. تیم فوتبال تاج نیز آماتور اعلام شد. با این اوصاف، در نهایت، مجموعهٔ کاخ تاج از گروه میرزایی گرفته شد و در بهار ۱۳۵۸ تحت سرپرستی عنایت آتشی قرار گرفت و وی سه سال این پست را در اختیار داشت.

## ۱۳۵۸ تا ۱۳۶۸

### تغییر پیاپی پرسنل

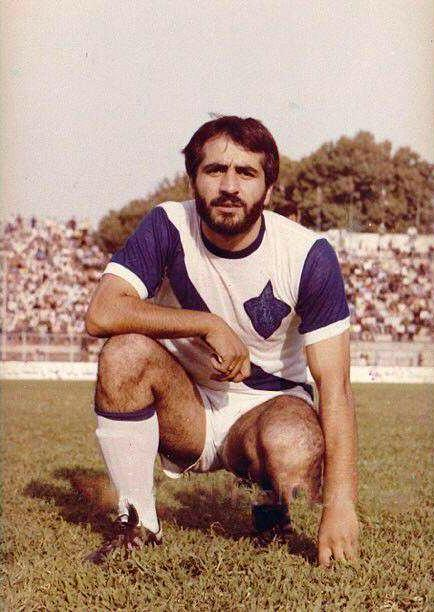
اصغر حاجیلو بازیکن استقلال در سال‌های ۱۳۵۶ تا ۱۳۶۶.

پس از تغییر نام باشگاه، عباس کردنوری مدیر باشگاه شد و تا سال‌های پایانی دههٔ ۱۳۶۰ به عنوان مدیر یا سرپرست در استقلال حضور داشت. طی سال‌های ۱۳۵۸ تا ۱۳۶۰ منصور پورحیدری و عباس رضوی به تناوب و گاهی همراه با هم، استقلال را روانه مسابقات می‌کردند و باشگاه را فعال نگاه می‌داشتند. پورحیدری پیش از این سابقه بازی و مربی‌گری در تاج را داشت اما رضوی بدون سابقه حضور در این تیم بر روی نیمکت استقلال نشست. با این شرایط فصل ۱۳۵۸ استقلال آغاز شد و نخستین تیم پس از انقلاب باشگاه در فروردین ۱۳۵۸ با هدایت مشترک منصور پورحیدری و عباس رضوی در مسابقاتی که میان باشگاه‌های شهر تهران برگزار شد به میدان رفت.
جام شهید اسپندی نخستین مسابقاتی بود که بعد از انقلاب در ایران برگزار شد. مهدی اسپندی از بازیکنان سابقت تیم جوانان تاج بود که در حوادث اسفند ۱۳۵۷ کشته شده بود و این مسابقات به پیشنهاد باشگاه تهران‌جوان برگزار شد. جام اسپندی شرایطی متفاوت از مسابقات قبلی ایران داشت: برای بازی‌ها بلیت فروشی نشد و تماشاگران مجانی به ورزشگاه‌ها آمدند، داوران، دست‌اندرکاران و بازیکنان تیم‌ها و مسئولان برگزاری بازی‌ها مجانی و بدون دریافت دستمزد در این جام حاضر شدند. با این شرایط و اوضاع انقلابی آن روزهای جامعه ایران، بازی‌های این جام با حواشی زیادی همراه بود؛ به گونه‌ای که بعد از درگیری‌های فراوان در ورزشگاه امجدیه، بازی‌ها به ورزشگاه آزادی منتقل شد. استقلال در مرحله نخست این بازی‌ها حضور موفقیت‌آمیزی داشت، اما در مرحله دوم، با قبول سه شکست متوالی از دور بازی‌ها خارج شد.
در پاییز ۱۳۵۸ مسابقات جام باشگاه‌های تهران برگزار شد اما این بازی‌ها نیز بعد از تنها دو هفته برگزاری، ناتمام ماند. در آبان ۱۳۵۸ نیز اعلام شد که قراردادهای بازیکنان با تیم‌های جام تخت جمشید از درجه اعتبار ساقط است. با این شرایط بسیاری از بازیکنان فوتبال ایران و استقلال که بلاتکلیف و از آینده خود بیمناک بودند، یا ایران را ترک کردند یا فوتبال را کنار گذاشتند: حسن نظری و مصطفی مسلمی برای بازی به تیم‌های اماراتی رفتند، جهانگیر کوثری، هوشنگ زرین‌کمر و مائیس میناسیان در ایران ماندند، اما فوتبال را کنار گذاشتند و حرفه‌ای دیگر در پیش گرفتند. هادی نراقی نیز در پی اختلاف با مدیران باشگاه و استخدام در شرکت ملی هواپیمایی ایران به خدمت تیم هما درآمد. پیش از این نیز و بعد از نیمه‌کار ماندن جام تخت جمشید ۱۳۵۷، حسن روشن تیم را ترک کرده بود و آندرانیک اسکندریان و ایرج دانایی‌فر به دنبال درخشش در جام جهانی ۱۹۷۸ راهی آمریکا و تیم‌های آن کشور شده بودند. بدین ترتیب، توان تیم استقلال در سال ۱۳۵۸ کاملاً تحلیل رفته بود و در پایان این سال استقلال با ترکیبی کاملاً دگرگون شده مواجه شد: اصغر حاجیلو، سعید مراغه‌چیان و رضا نعلچگر از جمله جوانانی بودند که از جام تخت جمشید در تیم مانده بودند. همچنین جوانان کم سن و سالی هم‌چون شاهین بیانی و شاهرخ بیانی نیز از آخرین پرورش‌یافتگان تیم‌های پایهٔ تاج به تیم اصلی استقلال راه یافته بودند.
رخداد دیگر سال ۱۳۵۸ درگذشت علی دانایی‌فرد یکی از بنیان‌گذاران باشگاه و نخستین مربی تیم فوتبال باشگاه بود. استقلال و پرسپولیس برای بزرگ‌داشت او دیداری دوستانه برگزار کردند که این بازی با هجوم تماشاگران پرسپولیس به زمین نیمه‌کاره ماند.

در ۱۳۵۸ لیگ سراسری فوتبال ایران همچنان تعطیل بود و باشگاه‌ها در تورنمنت‌های دوستانه یا مسابقات درون‌شهری و منطقه‌ای شرکت می‌کردند. قرار بود با مدیریت ناصر نوآموز، لیگ تازه‌ای با نام «لیگ انقلاب اسلامی» جایگزین لیگ تخت جمشید شود که فشردگی برنامه‌های تیم ملی ایران در بازی‌های مقدماتی المپیک ۱۹۸۰ مسکو و جام ملت‌های آسیا ۱۹۸۰ این طرح را با شکست روبه‌رو کرد. افزون بر نابه‌سامانی‌های فوتبال، شرایط پرتلاطم کشور و برخی تنگ‌نظری‌ها نیز ساماندهی کارها را دشوارتر می‌کرد. آنچنان که در این دوران گروهی بر این عقیده بودند که فوتبال یکی از نشانه‌های رژیم گذشته و نماد غرب‌زدگی است و نباید به آن پرداخت.

ناصر حجازی در ۱۳۵۹ به استقلال برگشت و تا ۱۳۶۵ در این تیم بازی کرد.

در فصل ۱۳۵۹ تیم فوتبال باشگاه در مسابقات قهرمانی باشگاه‌های تهران ۱۳۵۹ و جام حذفی تهران ۱۳۵۹ شرکت کرد. در بهار ۱۳۵۹ توسط هیئت فوتبال تهران نام‌نویسی تیم‌ها برای حضور در مسابقات باشگاه‌های تهران برای همه آزاد اعلام شد و بدین ترتیب ۱۱۲ تیم برای مسابقات دسته‌بندی ثبت نام کردند. این تیم‌ها به ۱۴ گروه تقسیم شدند و بازی‌ها به میزبانی ورزشگاه‌های امجدیه، آرارات و شهباز در بهار ۱۳۵۹ برگزار شد. بسیاری از تیم‌های این مرحله تیم‌های محلات یا ادارات بودند و توانایی رقابت با تیم‌های حرفه‌ای‌تر همچون استقلال را نداشتند. استقلال در ۷ بازی این مرحله ۲۷ گل زد و تنها یک گل خورد. بر اساس برنامه هیئت فوتبال تهران، قرار بر این بود که مرحله نهایی دسته اول با شرکت چهارده تیم اول گروه‌های چهارده‌گانه در پاییز و بعد از حضور تیم ملی در جام ملت‌های ۱۹۸۰ برگزار شود. اما با حمله عراق به ایران و آغاز جنگ ایران و عراق در ۳۱ شهریور ۱۳۵۹ این بازی‌ها برگزار نشد. با درگیر شدن ایران در جنگ، بیشتر توان و امکانات کشور معطوف به جنگ و پشتیبانی از جبهه‌ها شد و برگزاری مسابقات ورزشی و لیگ‌های سراسری در اولویت‌های نخست کشور نبود. ضمن این‌که درگیر شدن بخش‌های جنوبی و باختری ایران در جنگ، برگزاری لیگ سراسری را ناممکن می‌کرد. رئیس وقت سازمان تربیت بدنی در هنگام حضور تیم ملی در جام ملت‌های آسیا ۱۹۸۰ گفت که در حال حاضر مسابقه در سطح پایین را خواستاریم که برای مردم تفریح و سرگرمی باشد و نه بیشتر.
با این شرایط استقلال تنها در مسابقات استانی حاضر شد. به این ترتیب جام باشگاه‌های تهران که پس از برگزاری لیگ سراسری تخت جمشید در دههٔ ۱۳۵۰ به حاشیه رانده شده بود، با تعطیلی طولانی‌مدت لیگ سراسری دوباره در کانون توجه قرار گرفت و تیم‌های مطرح تهران طی یک دهه در این جام به میدان رفتند. استقلال نیز که تا پیش از آغاز لیگ سراسری فوتبال ایران، نزدیک به سه دهه از سال‌های نخست تأسیس خود را در جام باشگاه‌های تهران سپری بود، بار دیگر به مسابقات باشگاهی شهر تهران پیوست و خاطرات گذشته را برای هواداران قدیمی‌اش زنده کرد.
در زمستان همان سال مسابقات جام حذفی تهران برگزار شد و استقلال که ماه‌ها بود بدون برگزاری مسابقات از شرایط آرمانی به دور بود در همان بازی نخست حذف شد. در این فصل ناصر حجازی، که در سال ۱۳۵۴ تاج را به مقصد شهباز ترک کرده بود، بعد از پنج سال دوری، به استقلال بازگشت. حجازی نیز بعد از وقایع انقلاب قصد ترک ایران و حضور در فوتبال اروپا را داشت و به اروپا رفته بود. وی از تیم‌هایی همچون نانت، منچستر یونایتد، پاری‌سن‌ژرمن و ساوت‌همپتون پیشنهاد قرارداد داشت، اما به دلیل همکاری نکردن مسئولان شاهین که اصرار بر حفظ وی داشتند و همچنین عدم همکاری فدراسیون فوتبال، به ایران بازگشت و مجدداً به استقلال پیوست. از دیگر خریدهای ۱۳۵۹ استقلال بهتاش فریبا بازیکن پیشین پاس و آقای گل جام ملت‌های آسیا ۱۹۸۰ بود. در این سال مربی‌گری تیم همچنان در دست پورحیدری و رضوی بود.

### حضور در مسابقات تهران

استقلال در زمستان ۱۳۶۱ در جریان مسابقات جام باشگاه‌های تهران ۱۳۶۱.

در فصل ۱۳۶۰ استقلال در جام باشگاه‌های تهران شرکت کرد. بر اساس برنامه هیئت فوتبال تهران، تیم‌های ۱۴گانه مسابقات دسته‌بندی ۱۳۵۹ دسته اول جام باشگاه‌های ۱۳۶۰ را برگزار کردند. این بازی‌ها از نیمه خرداد آغاز شد و در آذر به پایان رسید. استقلال که همچنان از ثبات بر روی نیمکت بی‌بهره بود، در نهایت به مقام چهارمی بسنده کرد. نیمکت استقلال در این فصل تغییرات فراوانی به خود دید؛ استقلال ابتدا فصل را با مربی‌گری رضوی شروع کرد، اما وی بعد از پنج هفته جای خود را به پورحیدری داد که خودش تنها برای دو هفته مربی‌گری تیم را به‌طور موقت بر عهده گرفت و سپس مجدداً رضوی و بعد حسن عضدی، برای نخستین بار در تاریخ استقلال، مربی‌گری را بر عهده گرفتند. در نهایت با بازگشت رضوی به نیمکت مربی‌گری استقلال در هفته‌های پایانی، استقلال جام باشگاه‌های تهران را به پایان برد.
بعد از اتمام مسابقات تهران، جام حذفی تهران آغاز شد و استقلال بعد از دو پیروزی در مراحل نخست، در بازی یک چهارم نهایی مغلوب رقیب دیرینه‌اش، شاهین، شد و از دور رقابت‌ها کنار رفت. از مهم‌ترین خریدهای این فصل استقلال عبدالعلی چنگیز بود.
از دیگر رویدادهای سال ۱۳۶۰ حضور استقلال در جام بین‌المللی وحدت بود. این مسابقات با شرکت هشت تیم در دو گروه در بهمن و اسفند ۱۳۶۰ به میزبانی ورزشگاه امجدیه برگزار شد. استقلال با تیم‌های ارتش الجزایر، ارتش سوریه و تیم ملی امید ایران همگروه بود و با دو شکست و یک تساوی از صعود از گروهش بازماند.
فصل ۱۳۶۱ با حضور در جام باشگاه‌های تهران و منطبق با تقویم جام‌های تخت‌جمشید از میانه اسفند ۱۳۶۰ شروع شد. جام باشگاه‌های تهران ۱۳۶۱ با شرکت هجده تیم و به صورت دوره‌ای برگزار شد. برگزاری این مسابقات نزدیک به یک سال به طول انجامید و آخرین بازی استقلال در ۲۹ بهمن ۱۳۶۱ انجام شد. استقلال در پایان این فصل به کسب مقام دومی نائل شد. در بهمن ماه مسابقات جام حذفی تهران برگزار شد. استقلال در دو بازی نخست موفق بود و توانست به مرحله یک چهارم نهایی صعود کند اما در این مرحله پس از تساوی در وقت‌های معمولی و اضافه در ضربات پنالتی در برابر راه‌آهن مغلوب شد و از دور رقابت‌ها کنار رفت. تغییرات مربی در نیمکت استقلال همچنان ادامه داشت و در این فصل برای نخستین بار اصغر شرفی به عنوان سرمربی تیم برگزیده شد، اما بعد از تنها هشت هفته جای خود را به حسن عضدی داد. خود عضدی در حالی که تنها سه هفته به پایان مسابقات باقی مانده بود، از پستش کنار رفت و حجازی در انتهای فصل تیم را هدایت کرد. بدین ترتیب حجازی در این فصل علاوه بر بازیکنی و کاپیتانی، مربی‌گری تیم را نیز بر عهده داشت.
از مهم‌ترین اتفاقات نقل و انتقالات این فصل استقلال، بازگشت حسن روشن به استقلال بود. روشن از ۱۳۵۷ و پیش از وقایع انقلاب ۱۳۵۷ ایران را ترک کرده بود و در الاهلی امارات متحده عربی مشغول به بازی شده بود.

### بازگشت به قهرمانی

نشان باشگاه استقلال در سال‌های ۱۳۶۲ تا ۱۳۶۹.

در مسابقات جام باشگاه‌های تهران ۱۳۶۲ استقلال و پرسپولیس پر تماشاگرترین بازی باشگاهی تاریخ فوتبال ایران را برگزار کردند.

استقلال در فصل ۱۳۶۲ شاهد ثبات نسبی و در پی آن نخستین قهرمانی‌اش بعد از انقلاب ۱۳۵۷ ایران بود. در این فصل برای نخستین بار در ۵ سال نیمکت استقلال در تمام فصل یک مربی، منصور پورحیدری، را به خود دید و از تغییرات پیاپی مربیان دیگر خبری نبود. همچنین ترکیب اصلی فصل قبل نیز تا حد زیاد حفظ شد. مجموع این اتفاقات باعث ثبات در نتیجه‌گیری و قهرمانی استقلال در جام باشگاه‌های ۱۳۶۲ شد و نخستین قهرمانی باشگاه با نام استقلال حاصل شد. این مسابقه‌ها از مرداد ۱۳۶۲ آغاز شد و با نظم و برنامه‌ریزی نسبی در ۱ دی همان سال به پایان رسید.
از اتفاقات مهم این سال، تغییر نشان‌واره استقلال بود. از مهم‌ترین خریدهای استقلال در ۱۳۶۲ جعفر مختاری‌فر بود که سال‌ها در استقلال ماند و کاپیتان این تیم نیز شد.
در ۱۵ مهر ۱۳۶۲ و در چارچوب مسابقات هفته هشتم جام باشگاه‌های تهران دیدار سنتی استقلال و پیروزی، دو رقیب دیرینه به مصاف همدیگر رفتند. این بازی با استقبال عجیب تماشاگران روبرو شد؛ به گونه‌ای که تمامی سکوها، پله‌ها، راهروها و حتی نورافکن‌ها و پیست دو و میدانی دور زمین ورزشگاه نیز پر از تماشاگر بود. این اتفاق باعث شد که برگزاری این مسابقه به تأخیر بیفتد و حتی صحبت از لغو بازی با وجود هزاران تماشاگر بود که در پایان بازی با تأخیر چند ساعته برگزار شد. این دیدار با پیروزی ۱–۰ استقلال و گلزنی پرویز مظلومی به سود استقلال پایان یافت تا استقلال برنده پرتماشاگرترین بازی باشگاهی تاریخ فوتبال ایران باشد.
در فصل ۱۳۶۳ استقلال به عنوان مدافع عنوان قهرمانی، بازی‌های جام باشگاه‌های تهران ۱۳۶۳ را با شش برد پیاپی آغاز کرد. اما این دوره از بازی‌های باشگاه‌های تهران در پی شورش تماشاگران پرسپولیس در دیدار با پاس در ورزشگاه امجدیه، تعطیل شد و نیمه‌کاره رها گردید. به دنبال این اتفاق، فصل ۱۳۶۳ بسیار زود به پایان رسید و مسابقات جام حذفی تهران نیز برگزار نشد. در این سال، فریدون عسگرزاده برای چند روز به عنوان مربی استقلال برگزیده شد، اما پیش از آن‌که بتواند در مسابقات رسمی یا حتی دوستانه بر روی نیمکت استقلال بنشیند از سمت خود کنار رفت و حجازی تا پایان فصل این سمت را بر عهده گرفت.
در فصل ۱۳۶۴ جام باشگاه‌های تهران در دو گروه برگزار شد. در آن سال گفته می‌شد سازهٔ ورزشگاه آزادی در ضلع غربی، جایی میان سقف طبقهٔ نخست و پی طبقهٔ دوم، دچار شکاف شده و حضور پرتعداد تماشاگران می‌تواند به رخداد ناگواری بینجامد. برگزارکنندگان می‌خواستند با قرار دادن استقلال و پرسپولیس در دو گروه جداگانه، تا جای ممکن از بازی رودرروی این دو تیم جلوگیری کنند. این اتفاق در حال شکل‌گیری بود و استقلال با دو باخت در برابر پیام و شاهین در آستانهٔ ناکامی قرار گرفته بود. اما سه برد پیاپی در برابر صدا و سیما، بانک ملی و نفت، استقلال را به عنوان تیم دوم گروه به بازی نیمه پایانی رساند. به نظر می‌رسید استقلال و پرسپولیس باید در نیمه پایانی برابر هم قرار بگیرند، اما پرسپولیس به دلیل استفاده از بازیکن غیرمجاز با کسر امتیاز روبه‌رو شد و هما به جای این تیم بالا آمد. استقلال با برتری برابر هما، در فینال دوباره به دیدار شاهین رفت و توانست در ضربه‌های پنالتی رقیب قدیمی خود را از پیش رو بردارد و جام را به دست آورد. دو دیدار استقلال و شاهین باعث شد تا خاطرهٔ چندین دهه رقابت با شاهین در ذهن هواداران باشگاه زنده شود. دو تیم در مرحلهٔ گروهی به مصاف هم رفتند که با پیروزی شاهین به پایان رسید. همچنین فینال جام باشگاه‌های تهران با حضور این دو تیم یادآور حضور پرشمار این دو تیم در فینال‌های این مسابقات در دهه ۱۳۳۰ بود.
استقلال در این فصل بازیکنان جوانی را به خدمت گرفت که تعدادی از این بازیکنان در ترکیب این تیم ماندگار شدند؛ از جمله مجید نامجو مطلق و صادق ورمزیار. از دیگر خریدهای جوان استقلال در این فصل رسول غنی‌زاده و محمود کلهر بودند. استقلال این فصل را نیز با مربی‌گری پورحیدری به پایان رساند و این در حالی بود که حسن حبیبی، بازیکن سال‌ها دور تاج در اواخر دهه ۱۳۳۰ و اوائل دهه ۱۳۴۰، در ابتدا به عنوان مربی استقلال برگزیده شده بود اما پس از مدت کوتاهی و بدون حضور بر روی نیمکت استقلال از سمت خود کنار رفت و پورحیدری باز هم پست مربی‌گری را بر عهده گرفت.
در ۱۳۶۴ پست مدیریت استقلال نیز دستخوش تغییرات شد: کردنوری که از ۱۳۵۸ و بعد از دوران کوتاه آتشی به عنوان مدیر استقلال کار می‌کرد جای خود را به نادر فریادشیران داد. فریادشیران در آن زمان دروازه‌بان ذخیره استقلال بود و تنها به این دلیل به این سمت انتخاب شد که کارمند سازمان مالک استقلال، سازمان تربیت بدنی، بود. این انتخاب عجیب چندان دوامی نداشت و عباس نکویه در سال بعد به جای فریادشیران مدیر استقلال شد.

### ناکامی در جام حذفی

پرویز مظلومی، از فصل ۱۳۵۲ تا ۱۳۶۷ سیزده فصل در استقلال بازی کرد و ۶۵ گل نیز به ثمر رساند و بعدها مربی استقلال نیز شد.

فصل ۱۳۶۵ پایان دوران کوتاه ثبات نسبی در استقلال بود. در دی ۱۳۶۵ فریادشیران از پست مدیرعاملی استقلال کنار رفت و جای خود را به عباس نکویه داد. در همین فصل نیز نیمکت مربی‌گری استقلال باز هم بین رضوی و پورحیدری دست به دست شد.
مسابقات جام باشگاه‌های تهران ۱۳۶۵ به دلیل برگزاری بازی‌های آسیایی ۱۹۸۶ خیلی زود و در بهار ۱۳۶۵ به اتمام رسید. استقلال بدون شکست به عنوان تیم دوم از مرحله گروهی صعود کرد. این صعود در حالی به دست آمد که دیدار آخر مرحله گروهی بین استقلال و شاهین برگزار شد و استقلال در صورت پیروزی به عنوان تیم اول صعود می‌کرد. بازی استقلال و شاهین با نتیجه ۱–۰ به سود استقلال در جریان بود اما یاران شاهین در دقایق پایانی بازی را به تساوی کشاندند تا خود به عنوان تیم اول صعود کنند. استقلال در نیمه‌نهایی به مصاف دیگر رقیب دیرینه‌اش، پیروزی رفت و با شکست در این بازی از حضور در فینال محروم ماند. این شکست نخستین شکست استقلال برابر پیروزی در سال‌های پس از انقلاب ۱۳۵۷ بود. دیدار رده‌بندی بین استقلال و پاس، یکی دیگر از رقبای قدیمی استقلال، برگزار شد. این دو تیم بعد از مسابقات جام شهید اسپندی در ۱۳۵۸ به مدت هفت سال با یکدیگر رو به رو نشده بودند و استقلال با پیروزی در این بازی به جایگاه سومی رسید.
با پایان این مسابقات، ناصر حجازی از استقلال جدا شد و به هند و سپس بنگلادش رفت. در هنگامه بازی‌های آسیایی و در پی حذف تیم ملی فوتبال ایران نیز تعدادی از بازیکنان تیم ملی از جمله چند بازیکن استقلال با نوشتن نامه‌ای از تیم ملی استعفا کردند. بعد از بازگشت تیم ملی به ایران فدراسیون فوتبال تعدادی از این بازیکنان از جمله اصغر حاجیلو و عبدالعلی چنگیز از استقلال را محروم کرد. به دنبال این اتفاقات ترکیب استقلال در نیمه دوم سال ۱۳۶۵ دگرگون شد.
استقلال به دلیل محرومیت بازیکنانش و در اعتراض به حکم فدراسیون فوتبال از مسابقات جام حذفی تهران ۱۳۶۵ کنار کشید و از حضور در جام حذفی ۱۳۶۵ نیز انصراف داد. حضور در مسابقات جام حذفی ایران از آن جهت مهم بود که از فصل ۸۶–۱۹۸۵ برگزاری مسابقات جام باشگاه‌های آسیا از سر گرفته شده بود و قهرمان جام حذفی ایران به عنوان نماینده ایران در این مسابقات حاضر می‌شد و استقلال در صورت قهرمانی می‌توانست پای به مسابقات قاره‌ای بگذارد اما با انصراف استقلال شانس این حضور نیز از دست رفت. این دوره جام حذفی نخستین جام حذفی برگزار شده پس از انقلاب ۱۳۵۷ هم بود.
در فصل ۱۳۶۶ استقلال با رفتن حجازی، مراغه‌چیان، نعلچگر، چنگیز و شاهین بیانی، بخشی از توان خود را از دست داده بود و صلابت گذشته را نداشت. منصور پورحیدری در این سال همچنان مربی‌گری تیم را بر عهده داشت. استقلال در جام باشگاه‌های تهران ۱۳۶۶ سوم شد. با پایان جام باشگاه‌های تهران در شهریور و در مهر و آبان به ترتیب جام‌های حذفی تهران ۱۳۶۶ و حذفی ایران ۱۳۶۶ آغاز شدند. استقلال در هر دوی این مسابقات در مرحله نیمه‌نهایی حذف شد تا ۱۳۶۶ بدون دستاورد برای استقلال به پایان برسد. در بهمن ۱۳۶۶ محمد رنجبر، بازیکن سابق تاج و تیم ملی، مربی‌گری و مدیریت تیم فوتبال استقلال را بر عهده گرفت. از خریدهای استقلال در فصل ۱۳۶۶ نیز می‌توان به محسن گروسی و فرشاد فلاحت‌زاده اشاره کرد.
فصل ۱۳۶۷ از خرداد و با بازی‌های جام باشگاه‌های تهران ۱۳۶۷ آغاز شد. رنجبر که از بهمن سال قبل مدیریت و هدایت استقلال را بر عهده داشت به دلیل نتایج ضعیف بعد از ۶ هفته و در ابتدای مرداد از سمت خود کنار رفت و هدایت استقلال غلام‌حسین مظلومی بر عهده گرفت. نتایج استقلال با مربی‌گری مظلومی نیز چندان تفاوتی نکرد و در پایان آبی‌پوشان برای سومین سال پیاپی در مسابقات تهران سوم شد. با پایان بازی‌های جام باشگاه‌های تهران در آبان همان سال مسابقات جام حذفی ایران ۶۸–۱۳۶۷ و جام حذفی تهران ۱۳۶۷ به‌طور همزمان آغاز شدند و استقلال همچون فصل قبل از حضور در فینال‌های این بازی‌ها بازماند تا فصل ۱۳۶۷ نیز برای استقلال بدون جام باشد. از اتفاقات مهم این سال خداحافظی پرویز مظلومی از استقلال بود. وی از فصل ۱۳۵۲ و زمانی که تنها ۱۸ سال داشت به غیر از مقطعی دو ساله که در تراکتورسازی تبریز بازی کرد همواره در خدمت استقلال بود و بعدها نیز به عنوان کمک مربی و سرمربی بر روی نیمکت استقلال نشست. از نقل و انتقالات مهم استقلال در ۱۳۶۷ بازگشت چنگیز و خریدهای جدید همچون امیر قلعه‌نویی و امیر هاشمی‌مقدم بود.

## ۱۳۶۸ تا ۱۳۷۰

### قهرمانی در ایران

بازیکنان و پرسنل استقلال بعد از پیروزی در فینال جام قدس ۱۳۶۹ و قهرمانی در نخستین لیگ سراسری فوتبال ایران بعد از انقلاب ۱۳۵۷ ایران.

در فروردین ۱۳۶۸ فصل ۶۹–۱۳۶۸ با بازی‌های جام باشگاه‌های تهران ۱۳۶۸ آغاز شد. از مرداد نیز نخستین لیگ سراسری باشگاه‌های ایران بعد از انقلاب ۱۳۵۷ با نام جام قدس آغاز شد. آخرین دوره جام قدس که از ۱۳۶۴ و با بازی‌های تیم‌های استانی دنبال شده بود، در این فصل با حضور ۲۲ تیم باشگاهی در ۲ گروه ۱۱ تیمی برگزار شد. استقلال در گروه دوم بازی‌ها با ۶ امتیاز فاصله با تیم دوم، دارایی، به عنوان سرگروه پا به نیمه‌نهایی گذاشت. به دلیل برگزاری هم‌زمان جام قدس و جام باشگاه‌های تهران، بازی‌ها به درازا کشیده شد و برگزاری مراحل حذفی به بهار سال بعد موکول شد.
در مرحله نیمه‌نهایی، استقلال ملوان انزلی را در مجموع دو بازی رفت و برگشت، ۰–۰ در انزلی و ۴–۰ در تهران، از پیش رو برداشت و در بازی پایانی به پرسپولیس رسید. روز ۴ خرداد ۱۳۶۹، سی‌ودومین شهرآورد تهران. نیمهٔ نخست این بازی با یک گل به سود پرسپولیس به پایان رسید اما در نیمهٔ دوم گل زودهنگام عباس سرخاب و گل دقیقهٔ ۷۲ صمد مرفاوی ورق را به سود استقلال برگرداند. به این ترتیب استقلال برندهٔ نخستین لیگ قهرمانی باشگاه‌های ایران پس از انقلاب شد. همچنین با این قهرمانی استقلال تبدیل به تنها تیمی شد که از ابتدای برگزاری مسابقات باشگاهی در ایران در دهه ۱۳۴۰، در هر دهه حداقل یک بار قهرمان ایران شده‌است. قهرمانی تنها دوره باشگاهی جام قدس همچنین باعث شد تا استقلال تبدیل به تنها تیمی شود که همه مسابقات سراسری فوتبال ایران، جام منطقه‌ای، جام تخت‌جمشید و جام قدس را حداقل یک بار برده‌است. با وجود موفقیت در جام قدس، استقلال در جام باشگاه‌های تهران به مقام دومی رسید و جام حذفی نیز در این سال برگزار نشد.
از دیگر اتفاقات مهم این فصل از سرگیری سفرهای خارجی و بازی‌های بین‌المللی بود. تا پیش از انقلاب ۱۳۵۷ تیم تاج در جام‌های بین‌المللی فراوانی شرکت کرده بود و در تهران نیز بازی‌های دوستانه بین‌المللی داشت اما با پیروزی انقلاب، این‌گونه بازی‌ها به دست فراموشی سپرده شد. در این سال و در زمان تعطیلی نیم‌فصل، استقلال به هند سفر کرد و در دو جام دوستانه بوردولوی و میلز شرکت کرد و توانست عنوان قهرمانی هر دو را نیز از آن خود کند. همچنین یازده سال بعد از آخرین بازی دوستانه بین‌المللی در شهریور ۱۳۵۷، در آذر ۱۳۶۸ استقلال در یک بازی دوستانه میزبان تیم واشاش مجارستان بود.
در ۲۷ بهمن ۱۳۶۸ و در چارچوب هفته پایانی مسابقات جام باشگاه‌های تهران قرار بود طبق برنامه، استقلال و پاس در ورزشگاه شیرودی به مصاف یکدیگر بروند. نتیجه این بازی در تعیین قهرمان آن فصل بسیار مؤثر بود و هواداران استقلال از تهران و سراسر ایران برای دیدن بازی به ورزشگاه آمدند. بارندگی شدید باران در روز قبل از برگزاری بازی باعث شد زمین ورزشگاه برای مسابقه مناسب نباشد و هیئت فوتبال تهران این بازی را لغو کرد اما عدم برگزاری بازی بسیار دیر و محدود در رسانه‌های عمومی اعلام شد و این در حالی بود که از ساعت‌ها قبل هواداران فراوانی در اطراف ورزشگاه جمع شده بودند. خبر لغو این بازی با واکنش گسترده و خشمگینانه هواداران استقلال روبه‌رو شد و آن‌ها شعارهای سیاسی همچون مرگ بر جمهوری اسلامی سر دادند.
در بهار ۱۳۶۸ علی آقامحمدی به عنوان مدیرعامل جدید استقلال برگزیده شد. آقامحمدی نخستین مدیر استقلال بود که اصلاً سابقه ورزشی نداشت و مستقیماً از دنیای سیاست وارد فوتبال و مشخصاً استقلال شده بود. بدین ترتیب جرقه ورود سیاسیون به فوتبال ایران خورده شد. آقامحمدی به دلیل مشغله فراوان در همان بهار ۱۳۶۸ پست مدیریت استقلال را تحویل کاظم اولیایی داد و وی تا پاییز ۱۳۷۵ مدیر استقلال بود. استقلال فصل را با مربی‌گری پورحیدری آغاز کرد، سپس برای مدت کوتاهی محمد صلاحی، سپس کامبیز جمالی و در نهایت دوباره منصور پورحیدری سرمربی شدند. از خریدهای مهم این فصل استقلال می‌توان عباس سرخاب، صمد مرفاوی، مهدی فنونی‌زاده و احمدرضا عابدزاده را نام برد.

### قهرمانی دوم در آسیا

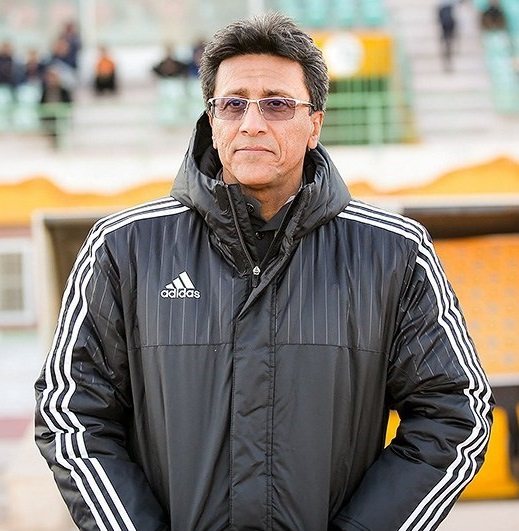
صمد مرفاوی مهاجم خرمشهری استقلال با گلزنی در فینال‌های جام قدس و جام باشگاه‌های آسیا ۹۱–۱۹۹۰ نقش به سزایی در قهرمانی‌های استقلال داشت.

فصل ۱۳۶۹ تنها چند روز بعد از فینال جام قدس و با بازی‌های جام حذفی ایران ۱۳۶۹ و جام باشگاه‌های تهران ۱۳۶۹ آغاز شد. در مرداد نیز مسابقات جام باشگاه‌های آسیا ۹۱–۱۹۹۰ شروع شد تا استقلال بعد از ۱۹ سال، یک بار دیگر در آوردگاه‌های قاره‌ای به میدان برود. استقلال در مرحله مقدماتی در دوبازی رفت و برگشت السد قطر، قهرمان جام باشگاه‌های آسیا ۸۹–۱۹۸۸ را در دو بازی رفت و برگشت (۱–۱ در دوحه و ۱–۰ در تهران) با گل‌های صمد مرفاوی حذف کرد و به مرحله یک چهارم نهایی رسید. در این زمان، تابستان و پاییز ۱۹۹۰، در پی حمله عراق به کویت و پس از آن حمله نیروهای ائتلاف به عراق اوضاع خاورمیانه بحرانی شده بود و ادامه این بازی‌ها مرتباً به تعویق افتاد و در نهایت در فصل بعد و در تابستان ۱۳۷۰ این مسابقات پیگیری شد.
بعد از بازی‌های آسیایی مسابقات حذفی ایران و باشگاه‌های تهران پیگیری شدند و استقلال در هر دوی این جام‌ها به مقام دومی رسید. این عنوان‌ها در شرایطی به دست آمد که استقلال در هیچ‌یک از بازی‌های این دو جام شکست نخورد و فصل را بدون شکست به پایان برد.
از تغییرات مهم استقلال در این فصل، تغییر نشان‌واره تیم بود. استقلال در این فصل با نشان‌واره جدیدی به میدان رفت. به گفته اولیایی، مدیرعامل وقت استقلال برای طراحی نشان‌واره، باشگاه یک فراخوان گذاشت و بیش از ۳۰۰ طرح مختلف ارسال شدند که در نهایت یک طرح از میان طرح‌های ارسالی برگزیده شد.
آبی‌پوشان پایتخت در فصل ۷۱–۱۳۷۰ یکی از طولانی‌ترین و سنگین‌ترین و در عین حال پرافتخارترین فصل‌های تاریخ استقلال را پشت سر گذاشتند. استقلال که یکی از پرستاره‌ترین تیم‌های تاریخ خود را در این سال در اختیار داشت، فصل را از اردیبهشت ۱۳۷۰ و با حضور در جام باشگاه‌های تهران ۱۳۷۰ آغاز کرد. استقلال این دوره جام باشگاه‌های تهران را نیز همچون دوره قبل بدون شکست به پایان برد و در نهایت در دی ۱۳۷۰ توانست برای سیزدهمین بار در طی تاریخش قهرمان تهران شود. جام حذفی ایران ۷۱–۱۳۷۰ از خرداد آغاز شد و استقلال در بهمن ۱۳۷۰ با شکست در دو مجموع دو بازی رفت و برگشت در برابر ماشین‌سازی تبریز در مرحله یک چهارم نهایی از دور مسابقات کنار رفت.
در مرداد ۱۳۷۰ سرانجام مراحل نهایی مسابقات جام باشگاه‌های آسیا ۹۱–۱۹۹۰ به میزبانی داکا پایتخت بنگلادش برگزار شد. استقلال برای آمادگی در این مسابقات اردویی ده روزه در شهر رامسر برگزار کرد و سپس به بنگلادش اعزام شد. در مرحله یک چهارم نهایی استقلال با دو پیروزی برابر تیم‌های ۲۵ آوریل کره شمالی (۲–۱) و بانکوک بانک تایلند (۲–۰) و یک تساوی برابر محمدان بنگلادش (۱–۱)، به عنوان تیم اول گروه بالا آمد. در نیمه‌نهایی نیز پلیتاجا اندونزی با دو گل عباس سرخاب و شاهرخ بیانی مغلوب استقلال شد. در دیدار پایانی استقلال برابر مدافع عنوان قهرمانی، لیائونینگ چین، قرار گرفت و با گل‌های رضا حسن‌زاده و صمد مرفاوی ۲–۱ به برتری رسید و به این ترتیب دومین جام قهرمانی باشگاه‌های آسیا به موزهٔ جام‌ها و نشان‌های باشگاه افزوده شد. صمد مرفاوی در پایان رقابت‌ها با ۶ گل عنوان آقای گل بازی‌ها را از آن خود کرد و مجید نامجو مطلق نیز به عنوان تکنیکی‌ترین بازیکن جام شناخته شد. گذشته از این عنوان‌ها، منصور پورحیدری که در سال ۱۳۴۹ به عنوان بازیکن قهرمان جام باشگاه‌های آسیا شده بود، توانست این افتخار را به عنوان سرمربی نیز تکرار کند.
دوره بعدی جام باشگاه‌های آسیا، جام باشگاه‌های آسیا ۱۹۹۱ به سرعت و در روزهای پایانی سال ۱۹۹۱ میلادی برگزار شد. استقلال این بار هم توانست به مرحله نهایی بازی‌های صعود کند. بازی‌های این مرحله نیز به صورت فشرده و به میزبانی دوحه پایتخت قطر برگزار شد. استقلال با وجود قبول یک شکست برابر الهلال عربستان و تساوی برابر ۲۵ آوریل کره شمالی، توانست از مرحله یک چهارم نهایی به عنوان تیم دوم از گروهش به مرحله نیمه‌نهایی صعود کند. در این مرحله استقلال تیم میزبان، الریان را با نتیجه ۲–۱ شکست داد. استقلال که در همان دقایق ابتدایی بازی گل خورده بود، توانست در دقایق پایانی ۸۷ و ۸۹ با دو گل ورق را به سود خود برگرداند و راهی فینال شود. گل‌های استقلال را عبدالعلی چنگیز و عباس سرخاب به ثمر رساندند. بازی فینال جام باشگاه‌های آسیا ۱۹۹۱ بین دو تیم استقلال و الهلال برگزار شد. این بازی در وقت‌های قانونی و اضافه با نتیجه ۱–۱ به پایان رسید و در ضربات پنالتی الهلال توانست استقلال را شکست دهد تا قهرمان آسیا شود.

## ۱۳۷۰ تا ۱۳۸۰

### آخرین قهرمانی در تهران

نشان‌واره استقلال در سال‌های ۱۳۶۹ تا ۱۳۸۱.

فصل طولانی ۷۱–۱۳۷۰ علاوه بر مسابقات آسیایی و استانی شاهد حضور استقلال در جام آزادگان نیز بود. دوم تیرماه ۱۳۷۰ سوت نخستین دیدار جام آزادگان ۱۳۷۰ به صدا درآمد. در فاصلهٔ برگزاری لیگ قدس تا شروع لیگ تازه، سربازهای ایرانی که در جنگ با عراق اسیر شده بودند به میهن بازگشتند و لیگ نوین فوتبال ایران به افتخار آن سربازها لیگ آزادگان نام گرفت. در پایان این لیگ ۱۲ تیمی، استقلال با ۳۲ امتیاز، پس از پاس ۳۴ امتیازی (بردها ۲ امتیاز داشتند) در ردهٔ دوم جدول قرار گرفت. برگزاری اصلاً با نظم و ترتیب همراه نبود و به عنوان نمونه استقلال پیش از برگزاری بازی رفت با نساجی مازندران هر دو بازی رفت و برگشت با تراکتورسازی تبریز را برگزار کرده بود. استقلال بازی‌های این فصل را بسیار خوب شروع کرد، اما در ادامه بازی‌ها، در چند بازی پیاپی دور برگشت، بدون پیروزی زمین مسابقه را ترک کرد و در نهایت به مقام دومی رسید.
از اتفاقات دیگر این فصل، پیروزی استقلال در هر دو بازی رفت و برگشت لیگ برابر پرسپولیس بود. در بازی رفت که در اسفند ۱۳۷۰ برگزار شد استقلال در پانزده دقیقه نخست دو گل زد اما در ادامه به اداره بازی پرداخت و بازی با همین نتیجه خاتمه یافت. مرتضی فنونی‌زاده مدافع پرسپولیس در آن بازی بعدها در مصاحبه‌های تلویزیونی در مورد این بازی گفت که علی پروین، مربی آن زمان پرسپولیس که همزمان مربی‌گری تیم ملی را نیز بر عهده داشت، از بازیکنان استقلال خواسته بود بیشتر از آن گل نزنند.

### حضور در دسته پایین‌تر
در فصل ۱۳۷۱ استقلال در دومین دورهٔ لیگ آزادگان شرکت کرد. پیش از آغاز این فصل و در تیر ۱۳۷۱ منصور پورحیدری، که در آن زمان بیش از سه سال بود مربی‌گری استقلال را بر عهده داشت، تیم را ترک کرد و مدتی از فوتبال جدا بود. بیژن ذوالفقارنسب بعد از پورحیدری پست مربی‌گری استقلال را بر عهده گرفت. از بین بازیکنانی که یک سال قبل در تابستان ۱۳۷۰ با استقلال قهرمان آسیا شده بودند نیز مختاری‌فر، چنگیز، نامجو مطلق و احدی تیم را به دلایل مختلف ترک کردند.
جام آزادگان از مرداد ۱۳۷۱ با ۱۶ تیم در دو گروه ۸ تیمی برگزار شد. برنامهٔ بازی‌ها به این ترتیب بود که در پایان مسابقات گروهی دو تیم اول هر گروه به نیمه پایانی راه یابند و برندهٔ بازی‌های نیمه پایانی، در فینال سرنوشت قهرمان بازی‌ها را مشخص کنند. استقلال در گروه یک بازی‌ها قرار داشت و در پایان مرحلهٔ گروهی پس از تراکتورسازی و کشاورز در ردهٔ سوم قرار گرفت؛ بنابراین آبی‌پوشان از راه‌یابی به مرحله نیمه پایانی بازماندند و در جدول نهایی لیگ دوم آزادگان (مجموع دو گروه) در ردهٔ پنجم قرار گرفتند. اما بر اساس قوانین فدراسیون فوتبال ایران در آن هنگام، تیم‌های حاضر در لیگ آزادگان سال بعد، بدون در نظر گرفتن رتبهٔ تیم‌ها در لیگ سال قبل و از راه مسابقات استانی مشخص می‌شدند. بر اساس سهمیه‌بندی فدراسیون فوتبال، استان تهران در دورهٔ سوم جام آزادگان، همچون دورهٔ دوم، تنها ۴ سهمیه داشت.
فدراسیون بلافاصله پس از پایان دومین دورهٔ لیگ آزادگان، در دی و بهمن ۱۳۷۱ تورنمنت سوپر جام باشگاه‌های تهران را برگزار کرد تا ۴ سهمیهٔ تهران در لیگ آزادگان سال آینده شناخته شوند. ۸ باشگاه برتر این شهر، استقلال، پرسپولیس، پاس و کشاورز از لیگ آزادگان به همراه سایپا، بانک تجارت، پورا و گسترش که چهار تیم برتر جام باشگاه‌های تهران ۱۳۷۱ بودند، در این تورنمنت به میدان رفتند. در میانه برگزاری این بازی‌ها، گفته شد که تیم‌های اول و دوم لیگ آزادگان، پاس و پرسپولیس، به‌طور خودکار در لیگ سال بعد حاضر خواهند بود؛ بنابراین تورنمنت ۸ جانبهٔ تهران به رقابت ۶ باشگاه دیگر برای کسب دو سهمیهٔ باقی‌مانده بدل شد. استقلال با ۵ تساوی و ۲ شکست در ۷ دیدار خود، در این تورنمنت موفقیتی کسب نکرد و از راه‌یابی به لیگ آزادگان سال آینده بازماند.
در ۱۳۷۱ سهمیه‌بندی تیم‌ها توسط فدراسیون فوتبال تنها به لیگ آزادگان ختم نشد. بر اساس طرح فدراسیون، باشگاه‌های تهران حق حضور در دستهٔ دوم فوتبال ایران را هم نداشتند؛ بنابراین ۴ باشگاه استقلال، پورا، بانک تجارت و گسترش باید از میان جام باشگاه‌های تهران و مسابقات انتخابی موسوم به لیگ ۳ یکی را انتخاب می‌کردند. بانک تجارت به مسابقات جام باشگاه‌های تهران بازگشت و سه تیم دیگر به لیگ ۳ مهاجرت کردند. به این ترتیب استقلال ناگزیر شد تا سال بعد را در مسابقات انتخابی سپری کند. ۲۰ سال پس از اجرای این طرح، ناصر نوآموز رئیس وقت فدراسیون فوتبال اعلام کرد در آن روزها مدیر باشگاه را تشویق کرده بود که استقلال را به دستهٔ سوم ببرد. به گفتهٔ او اگر استقلال به دستهٔ پایین‌تر می‌رفت، دیگر هیچ تیمی جرأت نمی‌کرد پس از سقوط از دستهٔ اول بهانه بیاورد.

### بازگشت بازیکنان قدیمی

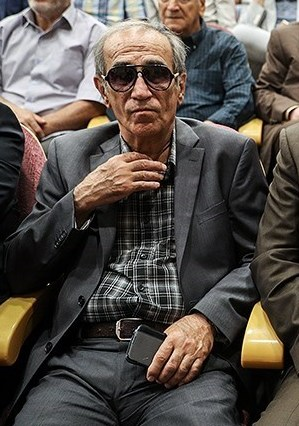
علی جباری، سرپرست استقلال در فصل ۱۳۷۲.

فصل ۱۳۷۲ با بازی‌های جام حذفی ۱۳۷۲ از اردیبهشت شروع شد. استقلال در این فصل دست‌خوش دگرگونی شد؛ علی جباری پس از سال‌ها به استقلال بازگشت و سرپرستی تیم را بر عهده گرفت. جباری همچنین در ۲ بازی نخست این فصل در جام حذفی موقتاً به عنوان مربی استقلال نیز کار کرد. در اردیبهشت ۱۳۷۲ز یوگنی سکوموروخوف به عنوان مربی استقلال منصوب شد شد. این اولین بار بعد از انقلاب ۱۳۵۷ و ۱۵ سال بعد از ولادمیر جکیچ بود که یک خارجی مربی‌گری استقلال را بر عهده می‌گرفت.
در فصل ۱۳۷۲ استقلال با مشکلات مالی شدیدی نیز دست‌به‌گریبان بود و از نظر مالی و اقتصادی در یکی از سخت‌ترین سال‌های تاریخ خود به سر می‌برد. به گفتهٔ علی جباری باشگاه برای پرداخت ۱۵ هزار تومان در ازای ۳۰ پرس غذا برای بازیکنان خود ناتوان بود و به رستوران‌های دیگر می‌رفتند تا بهای ارزان‌تری را بپردازند. قرارداد بازیکنان استقلال در آن فصل ۳ میلیون تومان پیش‌پرداخت و ماهیانه ۱۸ هزار تومان بود که البته تنها شامل بازیکنان ملی‌پوش می‌شد و سایرین دست‌مزد کمتری می‌گرفتند.
از تیم استقلال که دو دوره پیاپی به عنوان‌های قهرمانی و نایب قهرمانی در آسیا رسیده بود، چهره‌هایی چون حمید بابازاده، شاهین بیانی، عباس سرخاب، عبدالصمد مرفاوی و امیر قلعه‌نویی هم‌چنان در ترکیب حضور داشتند اما بسیاری از بازیکنان استقلال همچون مختاری‌فر، بیانی، مرفاوی، عابدزاده، احدی، فنونی‌زاده و فلاحت‌زاده تیم را ترک کردند. جعفر مختاری‌فر و جواد زرینچه هم پس از مدتی دوری به خانه بازگشتند و جوانانی چون محمود فکری، کورش تشت‌زر و محمدرضا مهران‌پور نیز به آبی‌ها پیوستند.
تیم استقلال در لیگ ۳ جام آزادگان کار دشواری را پیش رو نداشت: مسابقات مراحل مقدماتی از خرداد ۱۳۷۲ آغاز شدند و دیدارهای مراحل نیمه‌نهایی و فینال در دی همان سال برگزار شدند. استقلال با پشت سر گذاشتن همهٔ حریفان به عنوان تیم اول مسابقات انتخابی برگزیده شد. در جام حذفی نیز استقلال تا مرحله یک چهارم نهایی پیش رفت اما در این مرحله با شکست در مجموع دو بازی رفت و برگشت برابر جنوب اهواز، نائب قهرمان همان سال، از دور مسابقات کنار رفت.
پس از این مسابقات سکوموروخوف از استقلال جدا شد و هدایت تیم تا مدتی بر عهدهٔ رضا نعلچگر بود. استقلال با هدایت نعلچگر در فصل ۱۳۷۳ فاتح سوپر جام باشگاه‌های تهران شد و حضور خود را در لیگ آزادگان ۱۳۷۳ را قطعی کرد. همچنین استقلال در فاصلهٔ یک سالهٔ دوری از لیگ آزادگان در مسابقات جام حذفی، جام نقش جهان اصفهان و بازی‌های دوستانه با تیم‌های خارجی حضور پیدا کرد.

### بازگشت به کورس قهرمانی

استقلال در فصل ۱۳۷۳ با وجود آغاز ضعیف در نهایت با پیروزی در شهرآورد تهران پای به فینال لیگ گذاشت اما نتوانست عنوان قهرمانی را از آن خود کند.

چهارمین دورهٔ لیگ آزادگان از خرداد تا دی ۱۳۷۳ با حضور ۲۴ تیم در دو گروه ۱۲ تیمی برگزار شد. استقلال که در دورهٔ گذشتهٔ لیگ حضور نداشت، بلافاصله پس از بازگشت به لیگ آزادگان تا فینال بازی‌ها پیش رفت. در این فصل آبی‌ها در مجموع دو بازی رفت و برگشت در نیمه‌نهایی لیگ آزادگان پرسپولیس را از پیش رو برداشتند. دیدار نخست که در روز ۳۰ دی ۱۳۷۳ برگزار شد، یکی از جنجال‌برانگیزترین شهرآوردهای تهران بوده‌است. استقلال در این بازی تا دقیقه ۸۰ با دو گل از حریف عقب بود اما طی ۶ دقیقه با گل‌های صادق ورمزیار و ادموند اختر موفق شد بازی را برابر کند. پس از گل تساوی، امیر قلعه‌نویی از استقلال و مجتبی محرمی از پرسپولیس با یکدیگر درگیر شدند و در ادامه تماشاگران به زمین چمن هجوم آوردند. بازی ناتمام رها شد و فدراسیون فوتبال پس از بازبینی مسابقه، استقلال را ۳−۰ برنده اعلام کرد. شماری از بازیکنان دو تیم با محرومیت‌های بلندمدت روبه‌رو شدند و تماشاگران تهرانی نیز از دیدن بازی برگشت دو تیم محروم شدند. بازی برگشت در شهر بندرعباس برگزار گردید که بدون حادثه و رد و بدل شدن گل به پایان رسید. استقلال در حالی که به‌واسطهٔ محرومیت‌ها قلعه‌نویی، ورمزیار، فکری و غفوری‌های اصل را در اختیار نداشت، پا به فینال مسابقات گذاشت و در پایان به نایب قهرمانی رسید. حریف استقلال در فینال سایپا بود که با یک گل بازی پیروز شد.
در طول این فصل، سرمربی تیم چند بار تغییر کرد. استقلال این مسابقات را با رضا نعلچگر آغاز کرد اما در ادامه لئونید بیلفسکی جایگزین او شد. در میانه بازی‌های لیگ نیز نصرالله عبداللهی با کمک بهتاش فریبا هدایت استقلال را به دست گرفت.
با آغاز فصل ۷۵−۱۳۷۴ دگرگونی‌ها در استقلال همچنان ادامه داشت و بار دیگر منصور پورحیدری به جای عبداللهی هدایت استقلال را بر عهده گرفت. لیگ پنجم آزادگان از اردیبهشت تا بهمن ۱۳۷۴ برگزار شد که در پایان استقلال در جایگاه سوم قرار گرفت. ستارهٔ آبی‌پوشان در این فصل علی‌رضا منصوریان بود که از پارس‌خودرو به استقلال آمده بود.
استقلال سپس در مسابقات جام حذفی کشور با پیروزی برابر تیم برق شیراز در فینال بازی‌ها، برای دومین بار و پس از ۱۹ سال قهرمان جام حذفی ایران شد. قهرمانی نخست استقلال در فصل ۵۶−۱۳۵۵ به دست آمده بود و پس از آن با وقوع انقلاب، جام حذفی کشور برای ۱۰ سال برگزار نشده بود.

### آغاز مدیریت فتح‌الله‌زاده

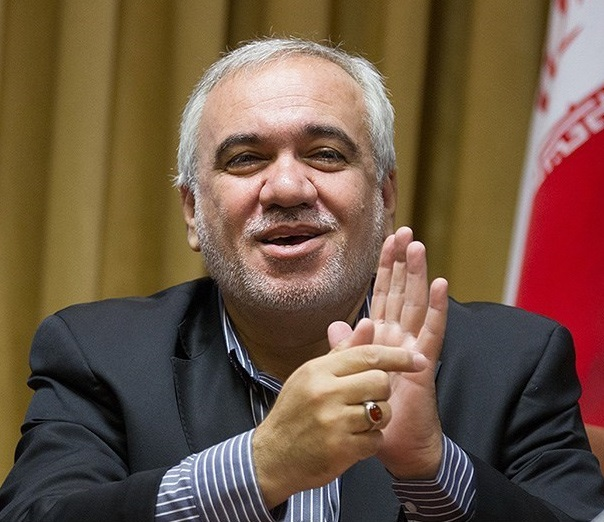
فتح‌الله‌زاده در پاییز ۱۳۷۵ دوران طولانی مدیریتش در استقلال را آغاز کرد تا تبدیل به یکی از افراد تأثیرگذار در تاریخ باشگاه استقلال شود.

استقلال در فصل ۷۶−۱۳۷۵ در دورهٔ بعدی لیگ آزادگان که از تیر ۱۳۷۵ تا تیر ۱۳۷۶ و به مدت یک سال به درازا کشید، شرکت کرد و در پایان در ردهٔ ششم قرار گرفت که بدترین رتبهٔ این باشگاه در لیگ آزادگان و لیگ‌های سراسری ایران تا آن هنگام بود. در نیم‌فصل نخست این مسابقات شکست ۰−۱ استقلال در برابر پرسپولیس که پس از ۷ سال شکست‌ناپذیری در شهرآورد تهران رقم خورد، پیامدهای بسیاری به همراه داشت. در پاییز ۱۳۷۵ علی فتح‌الله‌زاده مدیر باشگاه استقلال شد. او ناصر حجازی را به سرمربی‌گری منصوب کرد. با این حال استقلال که با مشکلات مالی فراوانی روبه‌رو بود، در ادامهٔ فصل نیز نمایش مطلوبی نداشت.
در رقابت‌های آسیایی نیز استقلال پس از راه‌یابی به جمع چهار تیم برتر جام برندگان جام آسیا ۹۷–۱۹۹۶، در دیدار نیمه‌نهایی در ریاض عربستان برابر الهلال به میدان رفت که پس از تساوی ۰−۰ در پایان ۱۲۰ دقیقه وقت‌های معمول و اضافه، در ضربه‌های پنالتی با نتیجهٔ ۴−۵ بازی را واگذار کرد. استقلال دیدار رده‌بندی را نیز با نتیجه ۱–۰ به تیم اولسان هیوندای کره جنوبی واگذار کرد و به این ترتیب بدون گل زده در مرحله نهایی به مقام چهارمی بسنده کرد. این نتایج در حالی به دست آمد که استقلال چند بازیکن اصلی‌اش از جمله محمد تقوی، صادق ورمزیار، علیرضا منصوریان و محمدرضا مهرانپور را به دلایل مختلف در خدمت نداشت.

### قهرمانی در ایران
لیگ هفتم آزادگان از تیر ۱۳۷۶ با ۱۶ تیم آغاز شد اما به دلیل بی‌برنامگی‌ها، با ۱۵ تیم به پایان رسید. در این فصل به دلیل درگیر بودن تیم ملی فوتبال ایران در بازی‌های مقدماتی جام جهانی ۱۹۹۸ فرانسه، روند برگزاری بازی‌ها به کندی پیش رفت و ۱۳ ماه به طول انجامید. در میانهٔ بازی‌ها نیز تیم پرسپولیس به دلیل حضور بازیکنان‌اش در اردوی تیم ملی از لیگ آزادگان کنار کشید. ناصر حجازی در این فصل ترکیب استقلال را جوان‌تر کرد. بازیکنانی چون فرهاد مجیدی، علی‌رضا اکبرپور، سرژیک تیموریان، فرد ملکیان و… به تیم اضافه شدند و استقلال چهره‌ای جوان‌تر به خود گرفت. در این فصل امیر قلعه‌نویی پس از خداحافظی از فوتبال و آویختن کفش‌ها، به عنوان دستیار ناصر حجازی بر روی نیمکت استقلال نشست. در پایان این لیگ طولانی، استقلال با ۱۷ برد، ۹ مساوی و ۲ باخت، قهرمان دورهٔ هفتم لیگ آزادگان شد.
در این فصل، به دلیل فشردگی بازی‌های مقدماتی جام جهانی ۱۹۹۸ و سپس برگزاری اردوهای تیم ملی جام حذفی برگزار نشد و استقلال در تعطیلات این فصل در دو جام دوستانه خزر و پرزیدنت ترکمنستان شرکت کرد و توانست عنوان قهرمانی هر دو جام را به دست آورد. استقلال در دیدار فینال جام پرزیدنت ترکمنستان توانست در ضربات پنالتی از سد تیم زنیت سن پترزبورگ بگذرد.

### نائب قهرمانی در آسیا
فصل بعد، فصل نایب قهرمانی‌های پیاپی برای استقلال بود. استقلال در این فصل در سه جبهه جام آزادگان، جام حذفی و جام باشگاه‌های آسیا به میدان رفت. در آذر ماه ۱۳۷۷ قلعه‌نویی از کادر فنی استقلال کناره‌گیری کرد و حجازی با اصغر حاجیلو کار را ادامه داد. آبی‌ها در جام باشگاه‌های آسیا نمایش درخشانی داشتند و توانستند برای چهارمین بار در تاریخ خود به فینال رقابت‌های آسیایی راه پیدا کنند. آن‌ها ابتدا تیم نیروی هوایی عراق را در دو بازی رفت و برگشت ۳−۱ از پیش رو برداشتند. در مرحله یک‌چهارم نهایی که به صورت گروهی و در امارات برگزار گردید، استقلال در برابر الهلال عربستان و العین امارات کار دشواری نداشت اما بر خلاف انتظار بازی را به تیم ناشناختهٔ کوپتداگ ترکمنستان واگذار کرد.
دور نهایی مسابقات در اردیبهشت ۱۳۷۸ به میزبانی استقلال در تهران برگزار شد. استقلال در نیمه نهایی به دیدار دالیان چین رفت. یک دیدار مهیج و نفس‌گیر که طی آن چند بار پیروزی دست‌به‌دست شد اما سرانجام با گل طلایی دقیقهٔ ۱۰۷ علی موسوی استقلال راهی فینال شد. روز ۱۰ اردیبهشت ۱۳۷۸ استقلال در حضور بیش از یک‌صد هزار هوادار خود پای به چهارمین فینال آسیایی گذاشت؛ پیش از این بازی حاشیه‌هایی در اردوی تیم به وجود آمده بود و ناصر حجازی به همین دلیل محمدعلی یحیوی را جایگزین پرویز برومند در دروازهٔ تیم کرده بود. جوبیلو ایواتا در این بازی با دو گل مشابه در دقایق ۳۴ و ۴۵ از روی دو ارسال بلند و دو ضربهٔ سر، در میان ناباوری ۲−۰ جلو افتاد. استقلال در دقیقهٔ ۶۵ با شوت سیروس دین‌محمدی یکی از گل‌ها را پاسخ داد، اما درخشش تاماکی اوگامی دروازه‌بان جوبیلو ایواتا مانع از به ثمر رسیدن گل تساوی شد. بازی با نتیجهٔ ۲ بر ۱ به سود ژاپنی‌ها به پایان رسید و استقلال به نایب قهرمانی آسیا بسنده کرد. در روزهای بعد روزنامه‌ها به حاشیه‌هایی که در آستانهٔ فینال ایجاد شده بود پرداختند و افزون بر آن، برنامهٔ نقل و انتقالات باشگاه را نیز در این ناکامی تأثیرگذار دانستند. پیش از این بازی‌ها بازیکنانی چون علی‌رضا منصوریان، مهدی پاشازاده، سرژیک تیموریان، داریوش یزدانی و… از استقلال جدا شده بودند. این انتقال‌ها از نظر مالی برای باشگاه سودآور بود اما قدرت تیم را کاهش می‌داد.
حاشیه‌ها در ادامهٔ فصل نیز به تیم آسیب زد و چند روز پیش از پایان لیگ، باعث جدا شدن ناصر حجازی از استقلال شد. به‌طور مشخص، بازی با سایپا در روز ۱۹ اردیبهشت ۱۳۷۸ نقطهٔ اوج حاشیه‌ها و دسته‌بندی‌های درون تیم بود. در این بازی استقلال تا دقیقهٔ ۶۱ با نتیجهٔ ۳−۱ از حریف پیش بود، اما در ادامه با پذیرفتن سه گل بازی را ۳−۴ واگذار کرد و جای خود را نیز در ردهٔ سوم جدول به تیم سایپا داد. پس از این بازی فتح‌الله‌زاده با اشارهٔ تلویحی به اختلاف‌ها میان برخی بازیکنان و ناصر حجازی، کادر فنی تیم را برکنار کرد و جواد زرینچه کاپیتان تیم را به عنوان مربی موقت باشگاه منصوب کرد. استقلال لیگ هشتم آزادگان را با زرینچه به پایان رساند و به نایب قهرمانی رسید. پس از آن سکوموروخوف پس از شش سال بار دیگر برای هدایت باشگاه برگزیده شد و منصور پورحیدری که در آن هنگام سرمربی تیم ملی فوتبال ایران بود، مدیر فنی استقلال شد. سکوموروخوف چند روز پس از ورود به ایران با استقلال وارد مسابقات جام حذفی شد اما در دیدار پایانی برابر پرسپولیس تن به شکست ۱−۲ داد.

### بازگشت پورحیدری
نهمین دورهٔ لیگ آزادگان از مرداد ۱۳۷۸ تا اردیبهشت ۱۳۷۹ با شرکت ۱۴ تیم برگزار گردید و استقلال در پایان فصل در ردهٔ دوم جدول مسابقات ایستاد. سکوموروخوف با کمک رضا نعلچگر تا میانه‌های فصل هدایت استقلال را بر عهده داشت و استقلال را در لیگ و جام برندگان جام آسیا هدایت کرد اما پس از حذف از مسابقات جام برندگان جام آسیا و کسب نتایج نامطلوب در لیگ، در اسفند ۱۳۷۸ منصور پورحیدری هم‌زمان با سرمربی‌گری در تیم ملی، سکان هدایت باشگاه استقلال را هم به دست گرفت. چند روز بعد و با شکست استقلال در شهرآورد تهران، پورحیدری از تیم ملی جدا شد و به‌طور تمام‌وقت مربی‌گری تیم استقلال را بر عهده گرفت.
از اردیبهشت ۱۳۷۹ آبی‌پوشان که جام آزادگان را از دست رفته می‌دیدند، تلاش خود را در جام حذفی ادامه دادند. آن‌ها که در دور اول مسابقات حذفی مس کرمان را از پیش رو برداشته بودند، با پشت سر گذاشتن تیم‌های کشاورز، ایرسوتر و سایپا به فینال مسابقات راه یافتند. فینال بازی‌ها در روز ۲۷ خرداد ۱۳۷۹ برگزار شد و با برتری ۳−۱ استقلال برابر بهمن کرج به پایان رسید. این سومین قهرمانی استقلال در جام حذفی فوتبال ایران بود.

### قهرمانی در آخرین دورهٔ جام آزادگان

نشان‌واره استقلال در فصل ۸۰−۱۳۷۹.

در فصل ۸۰−۱۳۷۹ استقلال در سیستم فروش بازیکنان خود تجدید نظر کرد. پس از حضور تیم ملی فوتبال ایران در جام جهانی ۱۹۹۸ فرانسه، روند انتقال بازیکنان ایرانی به لیگ‌های اروپایی آغاز شده بود و طی چند فصل، بازیکنانی چون علی‌رضا منصوریان، علی موسوی، فرهاد مجیدی، مهدی پاشازاده، سرژیک تیموریان، سیروس دین‌محمدی و… از استقلال جدا شده بودند. رفتن بازیکنان کارآمد و پر نشدن جای آن‌ها با بازیکنان هم‌تراز، موجب ناکامی استقلال در میدان‌ها داخلی شده بود. در بهار سال ۱۳۷۹ علی فتح‌الله‌زاده مدیر باشگاه اعلام کرد که هدف استقلال قهرمانی در آخرین دورهٔ لیگ آزادگان است و به همین دلیل، دیگر بازیکنان اصلی باشگاه فروخته نخواهند شد. استقلال در بهار و تابستان ۱۳۷۹ علی سامره، یدالله اکبری و فرزاد مجیدی را به خدمت گرفت و سیروس دین‌محمدی و فرهاد مجیدی نیز برای همراهی استقلال از اروپا به ایران فراخوانده شدند. اما پُرسروصداترین انتقال، انتقال مهدی هاشمی‌نسب از پرسپولیس به استقلال بود. هاشمی‌نسب در چهار شهرآورد پیاپی توانسته بود دروازه تیم استقلال را باز کند عامل اصلی چند پیروزی تیم پرسپولیس برابر استقلال بود. به این ترتیب با این انتقال جنجالی‌ترین انتقال فوتبال ایران رقم خورد.
استقلال همچنین در این فصل یک بار دیگر نشان‌واره‌اش را تغییر داد. نشان‌واره جدید تنها برای همین فصل استفاده شد.
دهمین دورهٔ لیگ آزادگان از مرداد ۱۳۷۹ آغاز شد و در فروردین ۱۳۸۰ به پایان رسید. این آخرین فصلی بود که مسابقات لیگ دستهٔ یک (جام آزادگان) بالاترین سطح مسابقات فوتبال ایران را به خود اختصاص می‌داد و از فصل بعد لیگ برتر فوتبال ایران در سطحی بالاتر از جام آزادگان برگزار گردید. فدراسیون فوتبال ایران به منظور زمینه‌سازی برای ایجاد لیگ حرفه‌ای، تعداد تیم‌های حاضر در لیگ آزادگان را در دوره‌های نهم و دهم کاهش داد تا جایی که تعداد تیم‌های حاضر در لیگ آزادگان در این فصل به ۱۲ تیم رسید و مسابقات در ۲۲ هفته برگزار شد. استقلال با هدایت منصور پورحیدری و با دگرگونی در آرایش بازیکنان‌اش، تیم نیرومندی شد و با ۱۵ برد از ۲۲ بازی، به‌آسانی جام قهرمانی را تصاحب کرد. زد و خورد بازیکنان در شهرآورد دور رفت لیگ آزادگان، از رویدادهای این فصل بود. در این بازی مهدی هاشمی‌نسب در پیشانی خط حملهٔ استقلال قرار گرفته بود و گل دقیقهٔ ۸۶ او تنش‌ها را افزایش داد. از استقلال پرویز برومند و محمد نوازی در متن این درگیری‌ها بودند و با محرومیت روبه‌رو شدند.
استقلال در جام حذفی این فصل با تیم امید خود شرکت کرد. تیم امید استقلال تا مرحلهٔ نیمه‌نهایی مسابقات بالا آمد و در آن‌جا با شکست ۲−۳ در مجموع دو بازی رفت و برگشت برابر فجر سپاسی شیراز، از رسیدن به سومین فینال پیاپی جام حذفی بازماند. سومین جامی که استقلال در این فصل در آن شرکت کرد جام برندگان جام آسیا ۰۱–۲۰۰۰ بود که در نهایت استقلال به جمع چهار تیم پایانی راه یافت، اما با دو شکست پیاپی در مرحله‌های نیمه‌نهایی و رده‌بندی به عنوان چهارمی رضایت داد. فصل بعدی این مسابقات، ۰۲–۲۰۰۱، آخرین دوره برگزاری این رقابت‌ها بود و کنفدراسیون فوتبال آسیا پس از این فصل برگزاری این رقابت‌ها را متوقف کرد. به این ترتیب حضور در مسابقات ۰۱–۲۰۰۰ آخرین حضور استقلال در این مسابقات نیز بود.